# Primo periodo intermedio

Mappa dell'antico Egitto, con il Nilo fino alla quinta cataratta, le maggiori città e siti del periodo dinastico (dal 3150 a.C. al 30 a.C. circa).

Il primo periodo intermedio è la fase della storia dell'Antico Egitto che si colloca, circa, tra le date del 2160 a.c. al 2055 a.c. e caratterizzato dallo smembramento dello stato retto dai sovrani menfiti dell'Antico Regno. Si tratta di una fase scarsamente documentata a livello archeologico e di documenti ed in cui si ritiene che molti dei sovrani indicati nelle varie liste abbia regnato in contemporanea da sedi diverse.

## Primo periodo intermedio
(Da Le lamentazioni di Ipu-Wer)

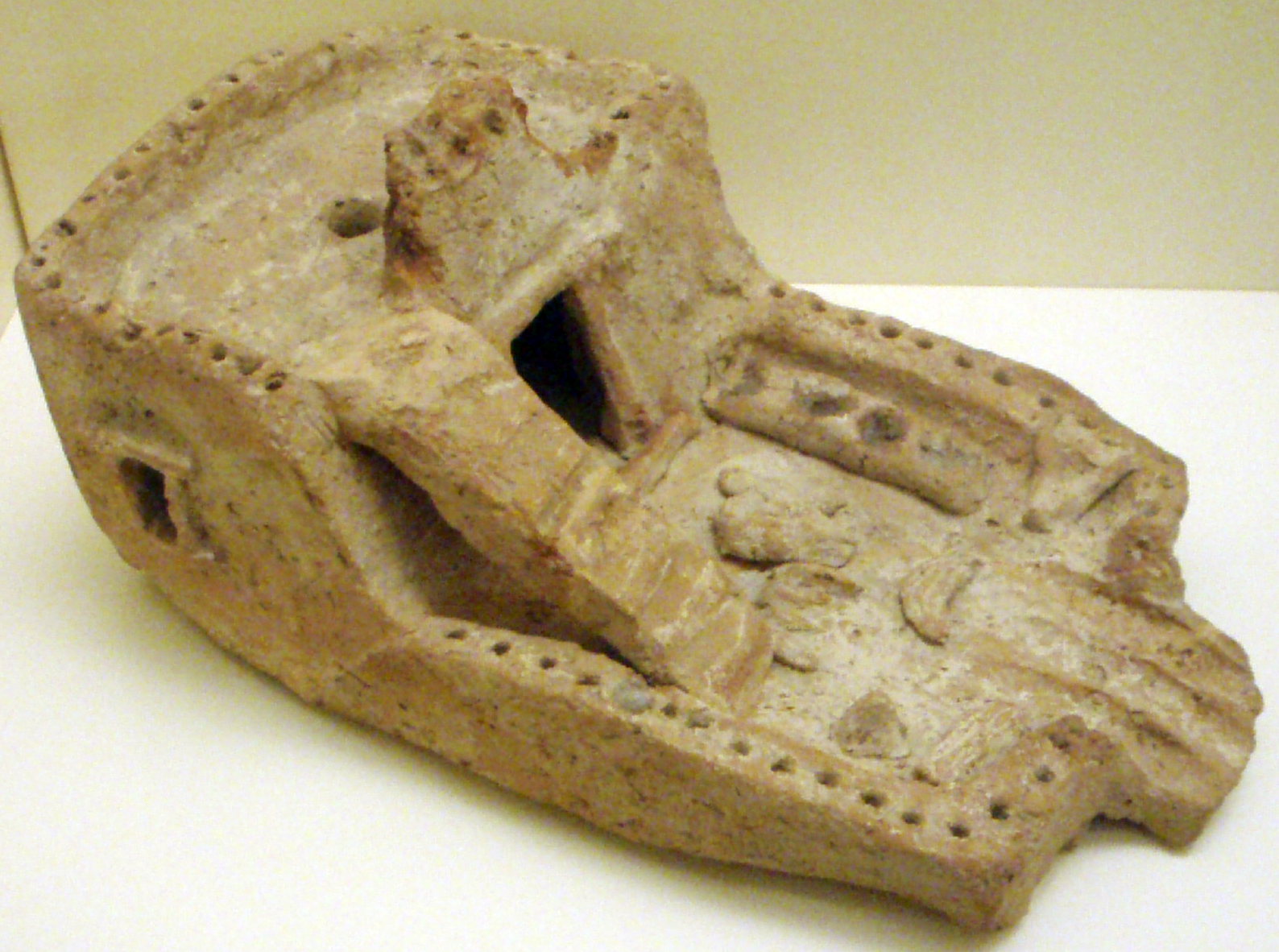
Modello di abitazione rinvenuto in una tomba del Primo Periodo Intermedio

La situazione politica che si era delineata durante la V e la VI dinastia, aggravata dal lungo regno di Pepi II, dal sistema feudale instauratosi con la sempre maggiore autonomia dei governatori locali, e dalle congiure di Palazzo, giunge al suo apice in un periodo di turbolenze, rivolte, sopraffazioni, che va sotto il nome di Primo Periodo Intermedio e che ben può essere compendiato dal testo delle "Lamentazioni di Ipu-Wer" risalente, come trascrizione, al Nuovo Regno, ma che fa riferimento al periodo immediatamente successivo all'Antico Regno conclusosi, appunto, con la VI dinastia.
(da Le lamentazioni di Ipu-Wer)
È, tuttavia, cronologicamente difficile individuare un momento di inizio del Primo Periodo Intermedio se esso sia, cioè, individuabile nella lenta decadenza dell'autorità regale iniziata durante il lungo regno di Pepi II, o se sia imputabile alla disgregazione nel momento della successione di Nitocris. Secondo alcune teorie potrebbe essersi trattato anche della concomitanza di eventi politici con un periodo climatico di tipo saheliano che avrebbe causato lunghe carestie, aggravate dall'assenza di un'amministrazione centrale in grado di imporre ai governanti locali anche il mantenimento efficiente dei canali di irrigazione, indispensabili per la corretta distribuzione delle acque dell'inondazione nilotica. Tale ipotesi, peraltro, verrebbe confermata dal fatto che i maggiori disagi e disordini, si sarebbero avuti proprio nella valle del Nilo mentre città da esso lontane (come Balat e la sua necropoli, nell'oasi di Dakhla) non mostrano segni di interruzione della comune vita, né di aver subito distruzioni.
Non esiste, peraltro, traccia di contatti politici o commerciali con i Paesi viciniori e anzi si ha notizia, nell'VIII dinastia, di invasioni delle aree di confine da parte degli "Abitanti-delle-sabbie".
Difficile si presenta anche la stesura di un elenco dei re poiché si ha sovrapposizione di dinastie instaurate, fondamentalmente, dai capi dei nomi locali che si autoproclamano re. Tale il disordine, che Manetone" nella sua opera riferirà,a proposito della VII e VIII dinastia, che si trattò di 70 re di Menfi che regnarono 70 giorni a voler sottolineare l'effimera durata di tali regni.

### VII e VIII dinastia (2150 - 2135 a.C.)
L'unica fonte di cui disponiamo è la Lista di Abido che cita una sequenza di sovrani di cui non si possiedono riscontri archeologici
L'unico sovrano di cui si ha traccia certa è Kakaura, (Qakara Aba secondo il Papiro di Torino), che avrebbe regnato due anni che però viene, di norma, inserito al termine della VI dinastia.
L'opinione ormai prevalente, tra gli studiosi, è che la VII dinastia non sia esistita realmente ma tragga la sua origine da una errata citazione delle opere di Manetone da parte dei suoi epitomi.
Si trattò, con molta probabilità, di una fase confusa caratterizzata dall'essenza di un potere centrale.
L'area del delta nilotico, il Basso Egitto, era occupata da quelli che vengono indicati genericamente come "asiatici" e i re dell'VIII dinastia focalizzarono il proprio potere solo sulla città di Menfi; nell'Alto Egitto, Tebe non era ancora la capitale, anche se i principi locali stavano gettando le basi per un futuro regno, e nel Medio Egitto, protetto dalle invasioni degli asiatici da nord e dei nubiani da sud, cominciava a farsi strada una dinastia di principi della città di Henet-Nesut, la greca Eracleopoli. Il fatto, tuttavia, che molti re abbiano scelto come nome Neferkara, ovvero il nome di incoronazione di Pepi II, ha fatto ipotizzare un legame parentale, o ideologico, con il vecchio sovrano, legame che è stato confermato soprattutto per Neferkara Pepiseneb, ritenuto nipote per il richiamo stesso, nel nome, al sovrano della VI dinastia.

### IX e X dinastia (2135 - 2040 a.C.)
Ancora più problematico, e quasi impossibile, è realizzare una tabella che compendi i re della IX e X dinastia che regnarono da Henet-Nesut, capitale del XX nomo dell'Alto Egitto, la greca Eracleopoli, giacché se ne hanno pochi o nulli riferimenti e notizie. I nomi dei primi re della IX (Meryibre Kheti I, Neferkara III e Nebkaura Kheti II), accreditata di circa 30 anni complessivi di regno, dato l'evidente riferimento al dio Ra hanno fatto supporre che si sentissero ancora legati alle dinastie menfite, cosa peraltro confermata dalle tombe di alcuni di loro nella necropoli di Saqqara.
La X dinastia, sempre regnante da Henet-Nesut, la cui durata è stimata in circa 100 anni, venne fondata da Neferkara (Meryhathor) il cui nome ancora una volta, tuttavia, richiama il culto del dio Ra. Verso la fine della X dinastia, tuttavia, la famiglia del visir Shemai iniziò una serie di alleanze con i principi tebani che divenne particolarmente importante al momento del confronto tra Eracleopoli e Notizie in tal senso sono pervenute grazie all'autobiografia di Ankhtifi, governatore del III nomo dell'Alto Egitto (a circa 40 km da Tebe) e alleato di Neferkara III, sovrano di Eracleopoli contro Tebe. Non è noto l'esito della guerra, ma dati gli eventi successivi, si considera la sconfitta di Ankhfiti (che non la riporterà nella propria biografia) e la presa di potere da parte di un principe tebano, Antef I (iniziatore della XI dinastia) che si proclamò re scegliendo, come Nome di Horus, "Seheru-Taui", ovvero "Colui che ha riportato la pace nelle Due Terre".

### Fonti
1. ↑  traduzione di Edda Bresciani, 1999, pp. 102-117.
2. ↑  http://dlib.nyu.edu/awdl/sites/dl-pa.home.nyu.edu.awdl/files/admonitionsofegy00gard/admonitionsofegy00gard.pdf
3. ↑   Copia archiviata, su reshafim.org.il. URL consultato il 1º maggio 2017 (archiviato dall'url originale il 30 ottobre 2013).
4. ↑  , § 7, righe 2-4, nella traduzione di Alan Gardiner, 1909.
5. ↑  Grimal 2002, p. 184.
6. ↑  Barbara Bell, The Dark Ages in Ancient History: the First Dark Age in Egypt, in American Journal of Archaeology, 1971, n. 75, pp. 1-26.
7. ↑  L. L. Giddy, Egyptian Oases, Baharya, Dakhla, Farafra and Kharga, during Pharaonic times, Warminster, 1987, pp. 206 e sgg.
8. ↑  Grimal 2002, p. 185.
9. ↑  Grimal 2002, p. 186.
10. ↑  Grimal 2002, pp. 188-190.